# イギリスの茶文化

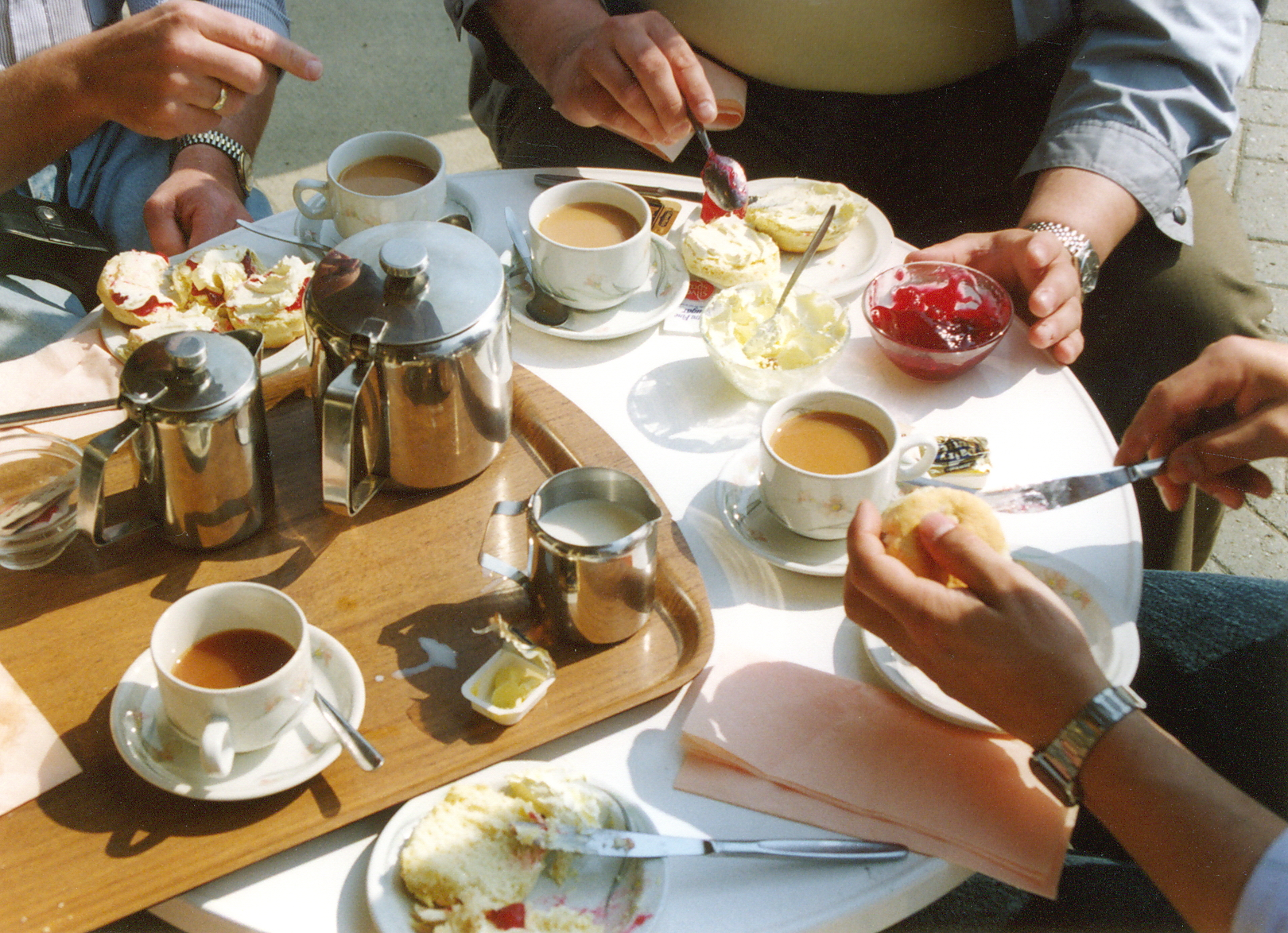
ボートン＝オン＝ザ＝ウォーターのクリームティー（1990）

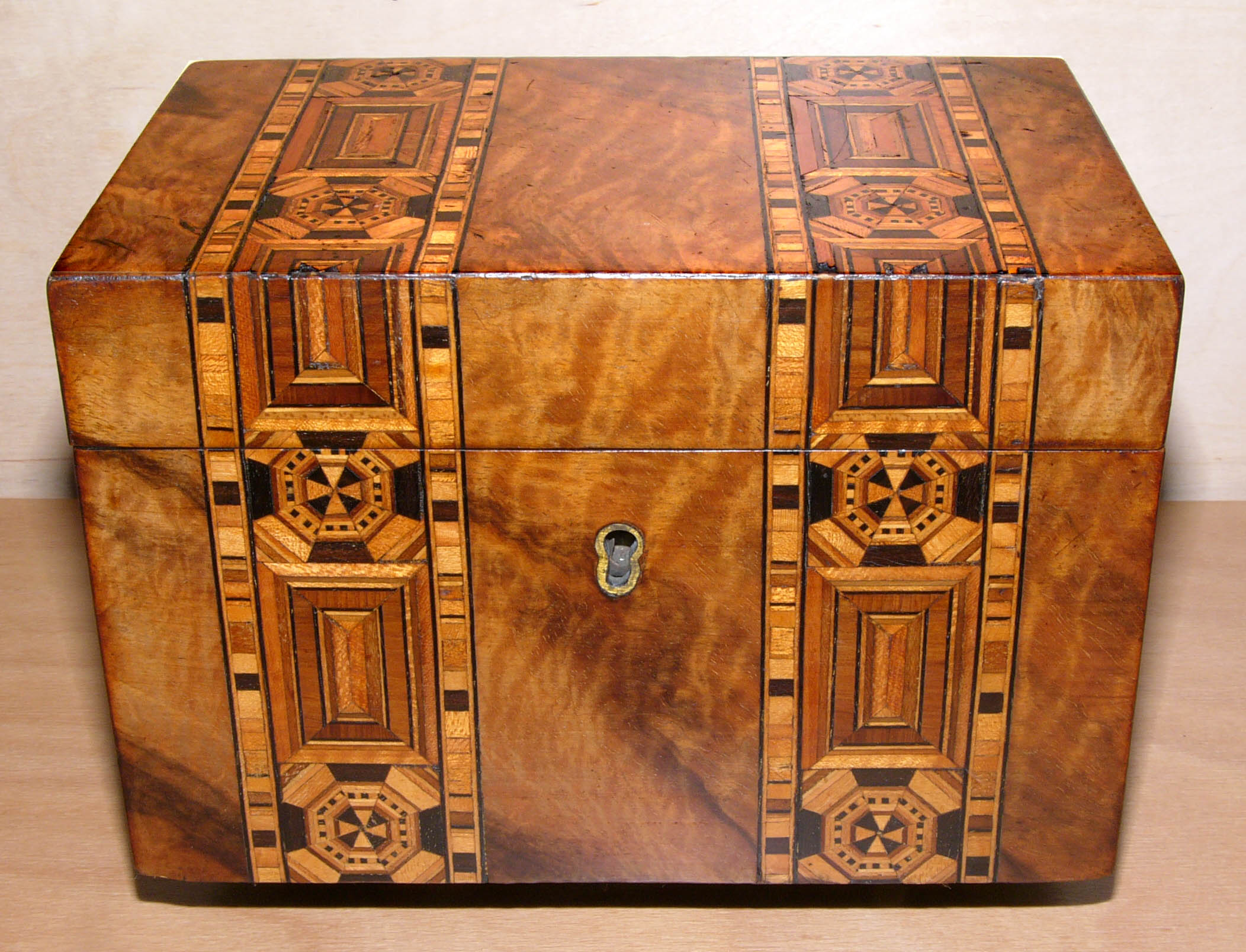
イギリスのティーキャディー（茶葉を保管する箱）

本項では、イギリスの茶文化（イギリスのちゃぶんか）について解説する。 
茶は17世紀頃からイギリスで普及し始め、そのうちイギリスは世界で最も茶を消費する国のひとつとなった。21世紀においても茶の消費量が多い国であり、2025年時点での1人当たりの年間平均供給量は1.9キログラムである。もともとはヨーロッパの上流階級の飲み物であった茶は徐々に全ての階級に広がり、やがて一般的な飲み物になった。現代イギリスにおいて茶の消費量は減少しているが、それでも茶は今なおイギリスの重要なアイデンティティの一部だと考えられ、茶の文化はイギリスの文化と社会を特徴づけるものとなっている。 

## 歴史
17世紀から19世紀の茶の人気の上昇は、イギリス帝国の社会、政治、そして経済に大きな影響を与えた。茶は社会的な品格と家庭での慣習を定義し、イギリス帝国の台頭を支え、工場の資本と労働者のカロリーの両方を供給することによって産業革命の勃興に貢献した。茶はグローバル化の力と、その動きが国を変えて社会を再構築しうることも証明した。 

### 歴史記述
ウィリアム・H・ユーカースは All About Tea の第1巻で、茶がイギリスで人気を博したのは、薬用飲料としての評判と、エリート男性が集うコーヒーハウスの急成長によるものだと主張している。女性の間での茶の人気については、後にイギリスの王妃となるキャサリン・オブ・ブラガンザが貴族の女性の間で茶を流行らせたことは一応認めているが、その人気の大部分は、17世紀の医学的な論文の中に茶が遍在していたことにあるとしている。Empire of Tea: The Asian Leaf that Conquered the World の中で、著者のエリス、コールトン、モーガーは、茶の人気を3つの全く異なったグループ（好事家、商人、エリート女性貴族）にまで遡っている。

スミスの論文 'Complications of the Commonplace: Tea, Sugar, and Imperialism' は、ここまでであげた執筆者の考えとは異なっている。スミスは茶が普及したのはそこに砂糖が加えられてからであり、その組み合わせが、社会的に容認される品格 (respectability) と結び付けられた家庭内の儀式と結びついたからだと主張する。ミンツは、'The Changing Roles of Food in the Story of Consumption' と『甘さと権力』の両方で、スミスにある程度同意し、砂糖が茶の台頭において重要な役割を果たしたことを認めているが、スミスがいう茶と品格との結びつきは否定している。スミスは、茶は最初に家庭で普及したと主張するが、ミンツは、茶は温かさと甘さ、そして刺激的な特性を持つため、仕事中に飲まれていたと主張し、茶が家庭に入り、「社会構造の不可欠な一部」となったのはその後のことだと詳しく説明している。

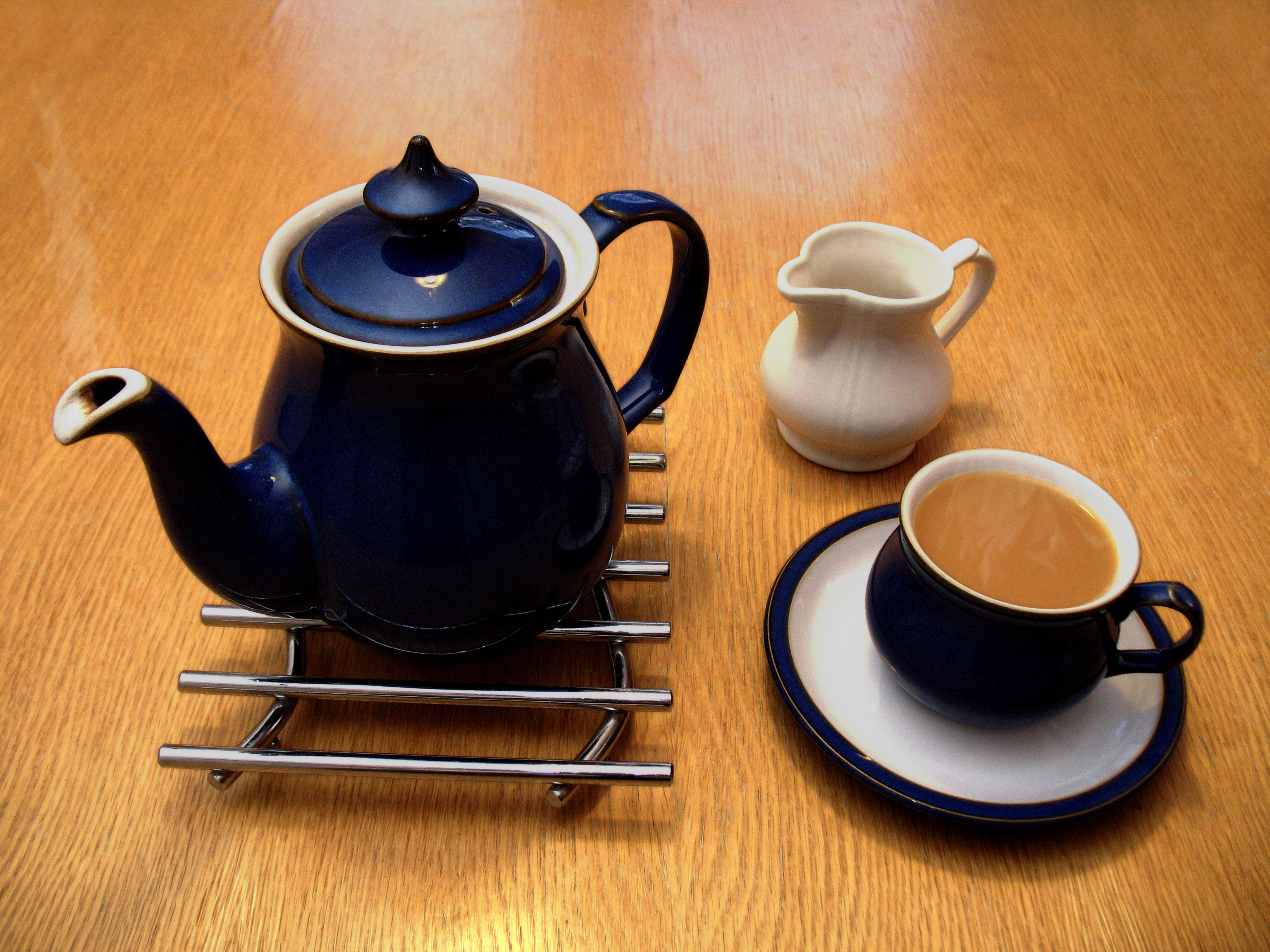
金属製の五徳に載った陶器のティーポット、ミルクジャグ、ソーサーに載った紅茶でいっぱいのティーカップ

### 17世紀およびそれ以前

#### 初期の言及
ヨーロッパと茶の交流の歴史は16世紀半ばまで遡る。ヨーロッパの文献で茶について最も早く言及したのは、ヴェネツィアの探検家ジャンバッティスタ・ラムージオによる1559年の「中国の茶」（Chai Catai）である 。茶はその後もヨーロッパ各国で何度か言及されたが、オランダの航海士ヤン・フーゴ・ファン・リンスホーテンが1598年のVoyages and Travels（航海と旅行）の中で、英語で茶について初めて活字で言及した。
しかしながら、イングランド人が茶について言及したのは、それから数年後の1615年のことである。日本に駐在していた東インド会社のエージェントであるR・ウィッカムは、当時ポルトガル領であった中国のマカオに駐在していたイートンに手紙で、「最高の種類のチャウ（chaw：広東語でお茶を意味する「chàh」という音に近い）を1ポット」送るよう依頼した。また、1625年の聖職者サミュエル・パーチャスの著作にも、茶に関する初期の言及が見られる。パーチャスは、中国人のお茶の飲み方について「チャと呼ばれるある種のハーブの粉末で、クルミの殻に入るほどの量を陶磁器の皿に入れ、お湯で割って飲む」と述べている。1637年、中国の福建省で茶に出会った旅行者兼商人のピーター・マンディーは、「チャー：水に一種のハーブを入れて沸かしただけ」と記している。

#### 茶の販売開始

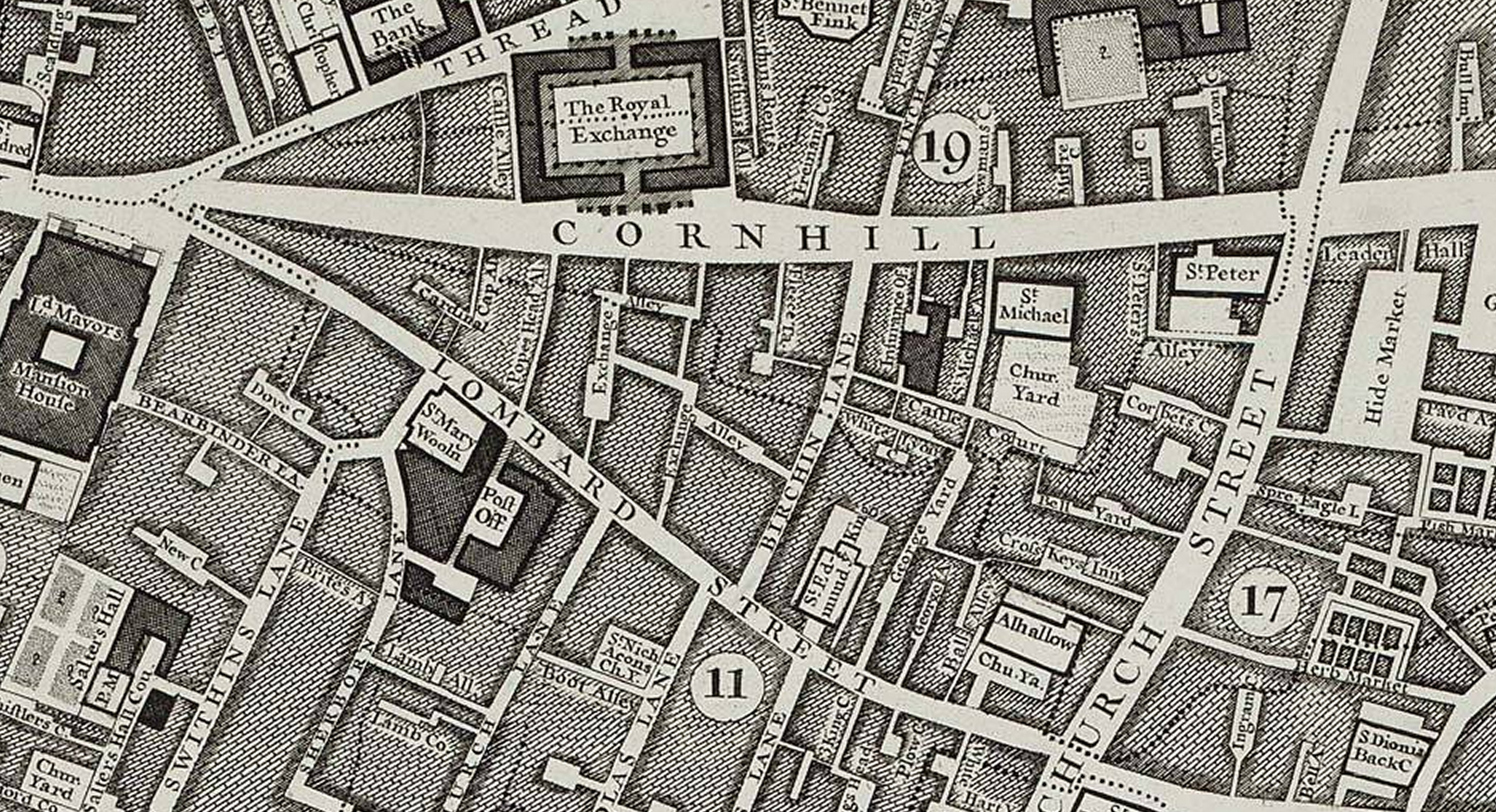
1746年、英国で初めて茶が売られたエクスチェンジ・アレイを示す地図

初期には多数の言及があったが、茶がイングランドで実際に販売されるようになるには、さらに数年かかった。中国から輸出された緑茶は、1660年のスチュアート朝王政復古の少し前にロンドンのコーヒーハウスで初めて紹介された。
煙草屋兼コーヒーハウスの経営者であったトーマス・ガーウェイは、1657年にロンドンのエクスチェンジ・アレイにあった彼のコーヒーハウスで、茶葉と飲料として茶を販売したイングランド初の人物であった。ガーウェイは新しい飲料についてパンフレットで説明しなければならなかった。ガーウェイが販売を開始した直後、サルタネス・ヘッド・コーヒー・ハウスは飲料として茶の販売を開始し、1658年9月30日にMercurius Politicusに茶の最初の新聞広告を掲載した 。その告知では「それは素晴らしく、すべての医師が認めた中国の飲み物、中国人にTchaと呼ばれ、他の国々からはTay またの名をTeeと呼ばれる、...ロンドンの王立取引所のそばのスウィーティングス・レントにあるコーヒー・ハウス、サルタネス・ヘッドで販売」と宣言されていた。
トーマス・ルッゲの Diurnall によれば、ロンドンでは「1659年には、コーヒー、チョコレート、そしてティーと呼ばれる一種の飲み物」が「ほとんどすべての通りで売られていた」。
1667年、東インド会社はバンタムの代理店に初めて茶の輸入を注文し、1669年には143ポンド（2,290オンス）の重さのある2つの茶の缶を送った 。

#### 薬用飲料としてのお茶
茶の人気が高まった最初の要因は、薬用飲料としての評判だった。茶が初めて医療用飲料と呼ばれるようになったのは、1641年、オランダの医師でオランダ東インド会社の取締役であったニコラス・ディルクスが、ニコラエス・トゥルプというペンネームで著したものによってである。ディルクスは著書 Observationes Medicae の中で、「この植物に匹敵するものは何もない」と述べ、茶を使用する者は「あらゆる病気から免れ、極めて長生きする」と主張した。ディルクスは、「頭痛、風邪、眼炎、カタル、喘息、胃の不調、腸のトラブル」 を治すなど、茶の具体的な効能についてかなり詳しく述べた。 トーマス・ガーウェイは、1660年に出版された 'An Exact Description of the Growth, Quality, and Vertues of the Leaf TEA'（茶の葉の成長、品質、効能に関する正確な説明）と題されたビラで、茶の医学的効能を称賛した初のイングランド小売商人である。ガーウェイは「この飲み物は最も健康的であり、超高齢期まで完璧な健康を保つと宣言されている」だけでなく、「身体を活動的にし、丈夫にする」、「頭痛を助ける」、「呼吸困難を取り除く」、「記憶力を強化する」、「感染症を追い出す」と主張している。この頃は茶にミルクを入れることは行われていなかった。
1657年のサミュエル・ハートリブ、1678年のコーネリス・ボンテコー、1686年のトーマス・ポヴィー、1690年代のトーマス・トライオンなどによって、茶の健康効果に関する著作は他にも数多く出版された。当時のある風刺作家は、王立医師協会が、異国風の新しい温かい飲み物のどれかが「私たちイングランド人の身体の体質に合うかどうか」議論できるかどうか尋ねた。1667年、サミュエル・ピープスは自分の妻が「薬剤師のペリングさんが彼女に風邪と鼻水に効くと伝えた飲み物」であるという医学的なアドバイスに基づいて茶を飲んでいたことを記している。イギリスの哲学者ジョン・ロックは、1680年代にオランダの医学者たちと過ごした後、茶を好んで飲むようになった 。これらの人々は、エリス、コールトン、モーガーの言う「ヴィルトゥオージ」、すなわち茶に最初に関心を持ち、医薬品としての茶の初期の人気に貢献した科学者、哲学者、医師たちである。
2022年の研究によると、18世紀のイギリスで茶の消費量が増加した結果、水を沸騰させる人が増え、水系感染症にかかりにくくなったため、死亡率が低下するという意図せざる影響があった。

#### 貴族間での人気

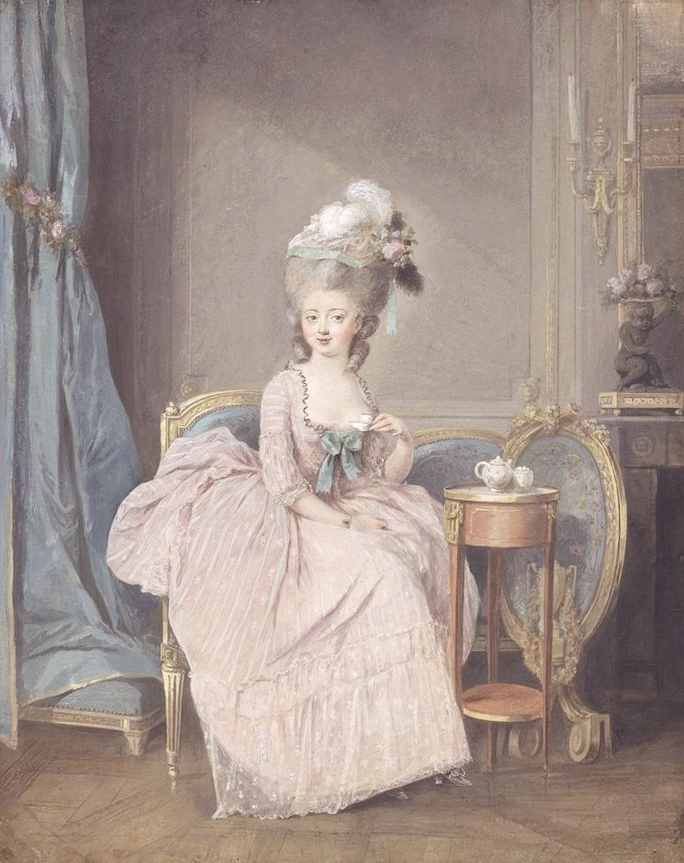
茶を飲む女性（ニクラス・ラフレンセン画）

エリス、コールトン、モーガーによれば、1660年代には「茶はコーヒーの6倍から10倍も高価」であり、高価で贅沢な商品であった。 
1660年、ポルトガルから購入された2ポンド（0.91kg）と2オンス（57g）の茶が、東インド会社からイングランドのチャールズ2世に正式に贈られた。ヨーロッパではすでに一般的だったこの飲み物は、ポルトガル人の新婦キャサリン・オブ・ブラガンザのお気に入りだった。キャサリンは1662年のチャールズ2世との結婚式の際、ポーツマスのドムス・デイでこの茶を紹介し、宮廷の女性たちの間で禁酒飲料として流行させた。キャサリン・オブ・ブラガンザが薬用飲料としてではなく宮廷飲料として茶を使用したことが、1685年頃の文学界における茶の人気に影響を与えた。 宮廷で茶が飲まれるときはいつでも、それを誇示するように「目立つように陳列」されていた。
それゆえ、1680年代には茶を飲むことがイングランド貴族社会の中心的存在となり、特に女性たちは家庭訪問中に茶を飲むようになった。

### 18世紀

#### 茶の販売の継続
17世紀後半にはコーヒーハウスで茶が少しずつ通常の提供物に含まれるようになったが、18世紀初頭にやっとロンドン最初の茶店がオープンした。トーマス・トワイニングの茶店が1706年にロンドンに最初にオープンしたとされており、現在でもロンドンのストランド216番地にあるが、最初の茶店がロンドンにオープンしたのは1717年だという説もある。
茶は供給増加によって入手しやすくならなければイギリスの定番にはならなかったと考えられる。1720年から1750年の間に東インド会社を通してイギリスに輸入される茶の量は4倍に増えた。1766年までに広東からのイギリス行きの船荷輸出量は600万ポンド（270万キログラム）となっており、これに比べてオランダの船荷は450万ポンド、スウェーデンは240万ポンド、フランスは210万ポンドであった。茶は大西洋の両側の地域にとって特に関心を呼ぶ作物であったが、これは栽培しやすさのみならず加工しやすく薬効もあるという触れ込みであるためであった。どのような効果があると言われていようとも、フランシスカ・A・アントマンは18世紀イギリスにおける茶を飲む習慣の拡大によって人々は湯を沸かして飲むようになり、このため病原体が減るようになり、18世紀半ばから19世紀半ばまでの以前は不可解とされていた死亡率低下が説明できるとしている。
茶が最初にイギリスに紹介された時、東インド会社は直接中国と貿易をしておらず、商人たちはオランダを経由した茶の輸入に頼っていた。こうして輸入された茶は非常に高額で入手しにくかったため、こうしたものを買う余裕があって特別な注文ができるエリート層以外ほとんど需要がなかった。1700年に東インド会社が中国と定期的に交易を始めて輸出用の茶を注文したものの、量は多くなかった。スミスによると、茶の交易は、実際は当時最も需要のあった中国の品物である絹など織物の交易の付属として行われた。しかしながら1720年に議会が加工済みのアジアの織物の輸入を禁止し、貿易業者はかわりに茶に集中し始めた。こうして新しい貿易の焦点ができたためにイギリスの茶貿易は転換点を迎え、おそらく茶がコーヒーより人気を博す理由になった。東インド会社が主要輸入品として茶に集中すると、茶の価格はすぐに安定した。反対にコーヒーの価格は予想しづらく高額で、コーヒーがもっと入手しやすくなるまで茶が人気を博すことになった。さらに茶と砂糖の需要増加はインドでの茶産業が伸張するにつれて容易に供給が増加して対応できるようになり、買い控えをもたらすような鋭い価格上昇を防ぐことができた。
1770年代末までには、チャールストン・ティー・プランテーションの所有者が緑茶、紅茶、烏龍茶を含む多数の種類の茶を製造するつもりで中国茶をサウスカロライナ州チャールストンに輸出し、この戦略の結果としてイギリス人に相当量の茶を販売するという成功をおさめた。1784年より前のイギリスの茶貿易については、推定で1年に3,400,000キログラムの茶が密輸されたという説もあるが、1,800,000から2,700,000キログラムの間であるという推定もある。 

#### ミルクと砂糖の導入

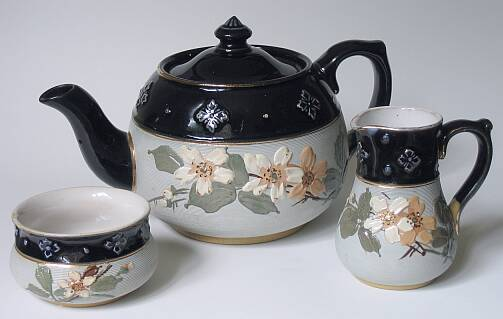
現代イギリスのティーセット。砂糖のボウルとミルクジャグがティーポットについている。

18世紀初めには茶はそのまま飲むだけでも人気を博していたが、1685年から18世紀初頭間にイギリス人は茶に砂糖を入れ始め、このように飲むときに砂糖を加えることで人気がさらに強化された。この時に砂糖は既に上流階級の間で他の食物の風味を増すために使用されており、富を見せびらかす贅沢品として評価を得ていた。茶と砂糖はいずれも社会的地位を示すもので一緒に飲むことは道理にかなっていた。茶の輸入増加は18世紀における砂糖の輸入増加と同時に起こっている。砂糖じたいが両アメリカ大陸の砂糖プランテーションが伸張したためにブームとなった。
イギリスの上流階級は以前より健康に気を遣うようになり、17世紀末から砂糖の不健康さに関する文献が流通しはじめた。しかしながら茶に砂糖を加えることは、「健康的に砂糖を使う自己管理ができている」ことを示唆するということで、砂糖の使用として受け入れられていた。 
18世紀になると磁器のティーセットで茶を入れることが流行するが、直接熱い茶を磁器のカップに注ぐとひび割れで高価な容器が傷む可能性があったため、最初にミルクを入れて冷ましてから茶をカップに注ぐ習慣ができた。 

#### 中流階級での人気
イングランドで人気を博した愛国的なバラッド 'The Roast Beef of Old England' が1731年に書かれた際、茶もコーヒーも外国の非イングランド的なものとして描かれており、エリザベス1世の時代には珍しいものであったことに注意を促している。
茶がイギリスにおいて上流階級の贅沢品として飲まれ始めたので、18世紀においては上流が使うものだという評判を得るようになった。しかしながら価格が少しずつ低下するにつれて、社会の中流に位置する人々が茶を入手することが増えた。それに応じて、茶を飲むことは社会階層の上昇を望む中流階級の人々にとって品格ある暮らしに結びつけられるようになった。茶を飲む時には特定のやり方で礼儀正しく振る舞うことが期待された。すぐに茶はこの品が入手できる程度に裕福な家族や同僚、友人が家庭内で行う儀礼となり、需要も増えた。茶と品格はイギリスとアイルランド両方の文化に非常に強く刻まれているため、流行に左右されない位置を確保するまでになった。
東インド会社がイギリスの茶産業を独占していたため、茶はコーヒー、チョコレート、アルコールよりも人気を博した。茶はイギリス固有のものとみなされ、茶税から得られる収益のため、茶を飲むことは英国政府によって奨励された。コーヒーとチョコレートは世界のさまざまな地域にあるイギリスのライバル国の植民地から来ているものだったが、それとは異なり、茶はひとつの巨大なイギリスの植民地から来るもので、利益と植民地支配の力を振るう手段として機能した。ミンツは茶の儀式化とイギリスの植民地における増産ゆえに茶がイギリス固有のものとなったと主張している。
イギリスが18世紀を通してどんどん茶の輸入を増やし続けたため、茶は家庭内の儀礼として礼儀を重んじる階級に使用される品格を象徴する品目という地位から、貧しい労働者階級の間ですら、だんだんイギリスの食生活に完全に不可欠なものに変わっていった。18世紀の社会改革運動家であるジョン・ハンウェイは1767年に貧しい人々の間で茶の飲用が広がっていることを観察している。 

### 19世紀

#### 労働者階級による茶の採用

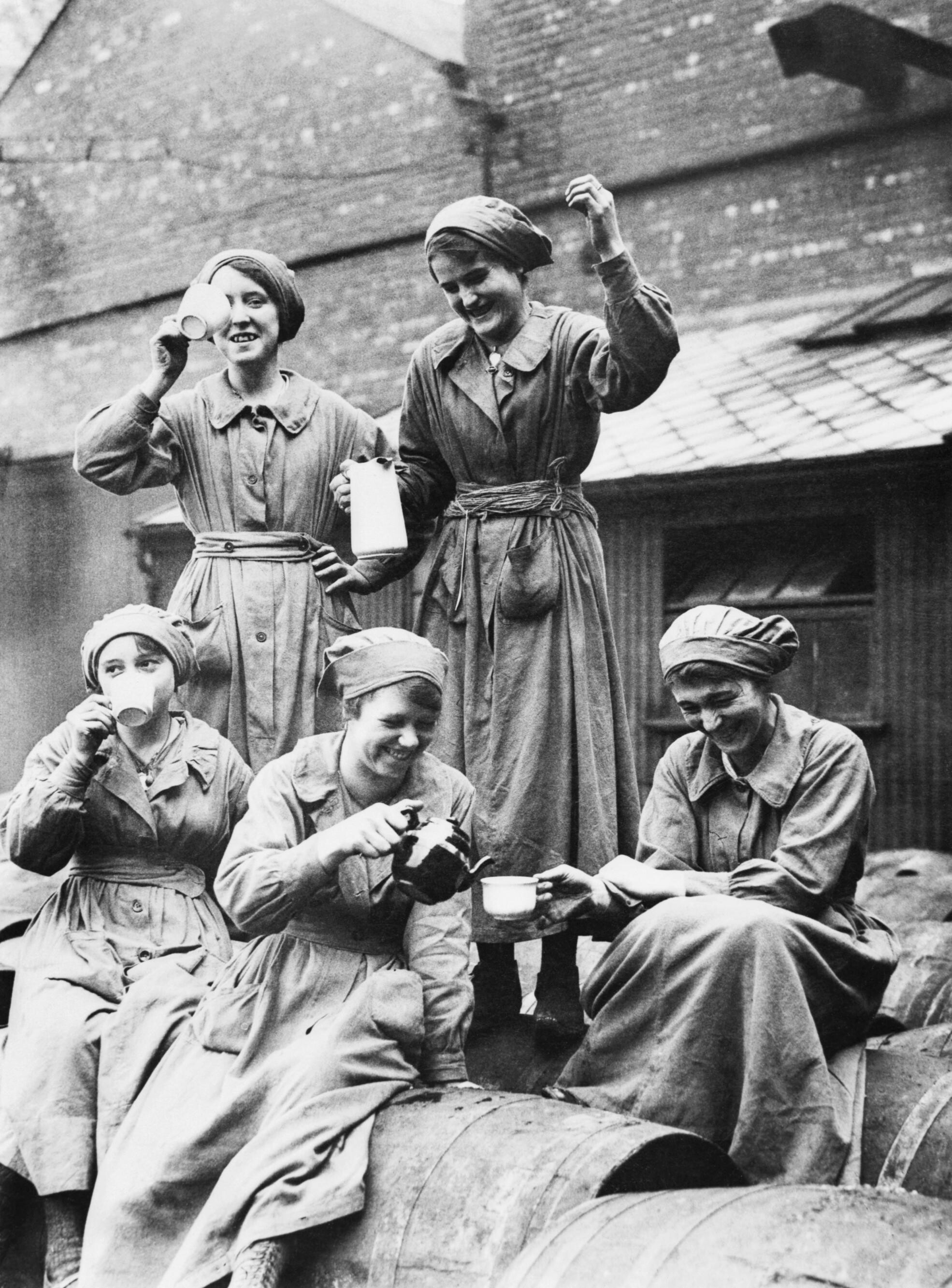
第一次世界大戦中にティーブレイクをとる勤労者たち

19世紀までに茶は労働者階級に飲まれるようになり、すぐ貧しい労働者の日常的必需品となった。スコットランドの歴史家デイヴィッド・マクファーソンによると、茶は19世紀初頭にはビールより安くなっていた。さらに砂糖はこの時までに大変安価になり、このふたつはほぼ常に一緒に使われた。コーヒーの価格もこの時までに下がっていたが、コーヒーと違って薄くなってもまだ味が良く、貧困層はお金を節約するためよくこうしてお茶を飲んでいたため、より人気のある飲み物となった。
茶には他にも利点があった。熱く甘い飲み物により、おおむね乾いたパンとチーズからなっていた下層階級の食事はより食べやすいものになった。温かい飲み物は、イギリスの冷たく湿った天候を考えるととくに魅力があった。
しかしながら、貧しい人々は茶を上流階級に採用された礼儀にこだわる儀礼とは大きく異なるやり方で消費した。ミンツによると、「貧しい人々の間で茶を飲むことはおそらく家庭ではなく、仕事との結びつきで始まった」。かつて茶を飲むことを取り巻く習慣として存在した私的で家庭的な儀礼とは逆に、日雇い労働者は野外で茶を沸かし、仕事に自分の茶器を持ち込んだ。アフタヌーンティーはおそらく労働者が働ける時間を延ばすための手段であった。茶に含まれている刺激成分が、砂糖や一緒に食べるおやつで強化されたカロリーとともに、1日の仕事を終わらせるためのエネルギーを労働者に提供することとなった。

### 現代
2003年のDataMonitor の報告によると、イギリスにおいて定期的に飲まれる茶の量は減少している。1997年から2002年の間にイギリスにおける通常のティーバッグの売り上げは10.25パーセント減少した。同じ時期にコーヒー粉末の購買量も減少している。イギリス人はこうした飲料ではなく、もっと健康志向の飲み物を飲むようになり、代替として飲まれるようになったフルーツティやハーブティの売り上げは同期間に50パーセント増加した。予想に反してこの時期にデカフェの茶やコーヒーの売り上げがそうでない一般的な製品の売り上げよりも激しく減少した。茶の売り上げ減少に応じてエスプレッソ売り上げは増加した。

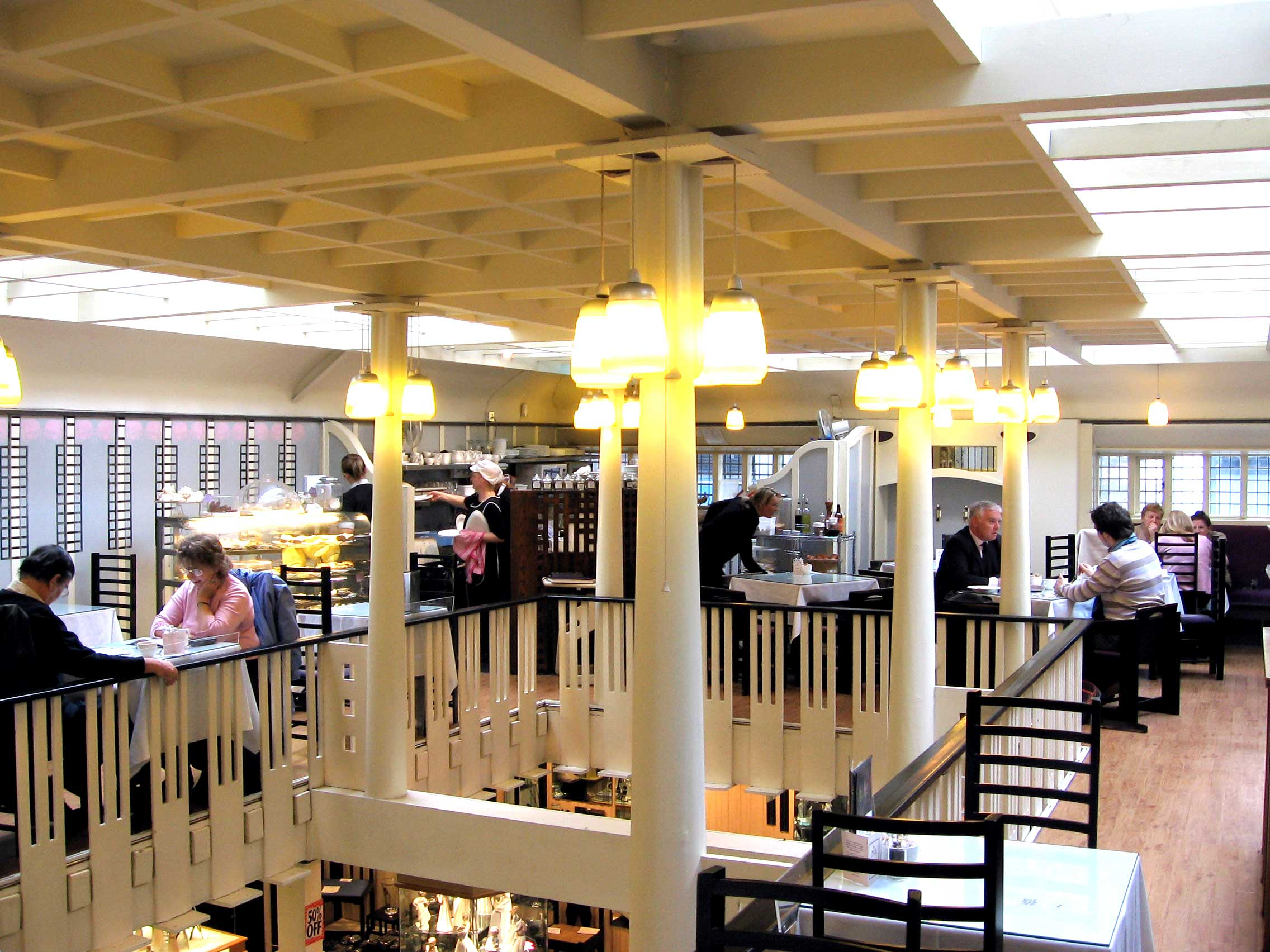
グラスゴーのウィロー・ティールームズ

イギリスで初めて栽培された茶が2005年にコーンウォールのトレゴスナンで収穫された。2019年までにはこの農場は毎年20トンの茶を生産するようになった。

## 休憩としてのお茶
イギリスの労働者については法律で6時間のシフトの間に20分の休憩をとる権利が認められており、政府のガイドラインはこれを「お茶か軽食の休憩 (a tea or lunch break)」と呼んでいる。

## 関連文献
- Julie E. Fromer. A Necessary Luxury: Tea in Victorian England (Ohio University Press, 2008), 375pp
- Hobhouse, Henry (1987). Seeds of Change: Six Plants that Transformed Mankind. Harper. ISBN 978-0060914400